# Martina Filjak
Martina Filjak (Zagreb, 14 de diciembre de 1978) es una pianista croata que ganó el Concurso de Cleveland en 2009. 
Un año antes había ganado el Concurso María Canals de Barcelona.